# Dynamo
|  | No s'ha de confondre amb dinamo. |

Dynamo és un il·lusionista britànic el seu nom real és Steven Frayne. Va aprendre els seus primers trucs del seu avi. Ha aparegut en diversos programes de televisió, de vegades al costat de famosos. És conegut per trucs espectaculars com la il·lusió de caminar sobre l'aigua i per la sèrie Dynamo: Magician Impossible, la primera temporada ha estat emesa a Espanya amb notable èxit d'audiència a través del canal de TDT Discovery Max.

## Vida primerenca
Va créixer a Bradford Delph Hill i a l'estat Holme Wook. El primer cop que va aprendre a realitzar les il·lusions del seu avi i desenvolupar l'habilitat durant els viatges a Nova Orleans, Louisiana. El voler innovar, Dynamo combinava elements de la dansa i hip-hop en les seves rutines.
Frayne va rebre el nom de Dynamo el 2001, mentre actuava en les celebracions del centenari de Houdini a Hilton de Nova York enfront de companys de màgia com David Blaine i David Copperfield. Impressionat per l'exhibició de màgia de Frayne, un membre del públic va cridar: "aquest noi és un maleït dinamo", i el nom se li va quedar gravat.

## Aparicions als mitjans
La primera aparició de Dynamo va ser en Richard & Judy, seguit del Canal 4 propietats especial titulat Dynamo's Estate Of Mind. Després va llançar un DVD i des de llavors ha aparegut en Friday Night with Jonathan Ross, i al MTV EMAs (on va actuar durant la Foo Fighters, Nelly Furtado i Joss Stone). Té façana d'anuncis per Adidas i Nokia, i va aparèixer en la passarel·la de Naomi Campbell 's Fashion per a l'Alleugeriment. El maig de 2009, el Dynamo de levitació Little Britain comediant Matt Lucas quatre metres del sòl enfront d'una multitud a la Emirates Stadium a Londres. El 25 de desembre de 2009, va aparèixer en el Dynamo Soccer AM Especial de Nadal i la màgia realitzada pels presentadors de la sèrie Max Rushden i Helen Chamberlain, així com els altres hostes David Haye i Neil Ruddock. El 19 de març de 2010, ell va aparèixer a la BBC en l'ajuda de Sport Relief, on se li va aparèixer al seu torn  bitllets de loteria en efectiu davant Robbie Williams i Davina McCall. Més endavant en la sèrie, ell es va fer una levitació davant James Corden i un públic en viu.
El 18 de març de 2011, Dynamo va aparèixer a la BBC de Comic Relief per ressaltar el treball que British Airways havia fet per recaptar diners. El 25 de juny de 2011, va ser fotografiat pel que sembla caminar sobre l'aigua, creuant el riu Tàmesi de peu davant de la Palau de Westminster, per donar a conèixer la seva pròxima sèrie Dynamo: Magician Impossible. Aquesta sèrie va incloure aparicions de Rio Ferdinand, Ian Brown, Noel Fielding, David Haye, Tinie Tempah, Mat Horne, Travis Barker, Natalie Imbruglia i Robert Sheehan. El setembre de 2011, el Dynamo va aparèixer al programa televisiu d'esports ESPN es va actuar truc de cartes. El 23 d'octubre de 2011, Dynamo va anunciar que s'havia unit a la societat dels mags de la Magic Circle. L'endemà, ell va aparèixer com ponent convidat en Noel Fielding l'equip Never Mind the Buzzcocks. El novembre de 2011, va aparèixer a la BBC Young Apprentice, donant un rendiment premi al London Eye per a l'equip guanyador. Ell també va aparèixer en Nens Necessitats, fent màgia per Vic Reeves i Bob Mortimer. Ell ha aparegut en la segona sèrie de Dynamo: Magician Impossible, amb aparicions de Wretch 32, Labrinth, Will Smith, i altres.

## Premis i reconeixements
El 5 de juliol de 2012, Dynamo va ser promogut per la societat dels mags, Magic Circle, a Associat del Cercle Màgic interior amb Estrella de Plata per rendiment. En el mateix any,Dynamo: Magician Impossible va guanyar el premi al millor programa d'entreteniment en les concessions de radiodifusió.